# Jesus Is King
Jesus Is King — девятый студийный альбом американского рэпера Канье Уэста. Альбом посвящен христианской тематике, с Уэстом, описывающим его как «выражение Евангелия». Уэст сформировал свою группу воскресного служения в январе 2019 года, исполняя евангельские песни и каверы песен из своей дискографии. Созданный Уэстом госпел-коллектив Sunday Service Choir исполнил песню «Water» в прямом эфире до релиза.
В альбом вошли приглашенные исполнители, в том числе Clipse (Pusha T и No Malice), Ty Dolla Sign, Kenny G, Fred Hammond и Ant Clemons. Продюсерами альбома, помимо самого Уэста, являются Pi’erre Bourne, Ronny J и Timbaland и другие.
Канье начал запись альбома в августе 2018 года, первоначально анонсировав его как Yandhi. Альбом пропустил две даты первоначального релиза в сентябре и ноябре 2018 года под своим первоначальным названием, прежде чем был отложен на неопределенный срок из-за утечек. В августе 2019 года жена Уэста Ким Кардашьян повторно объявила альбом как Jesus Is King, но он пропустил две запланированные даты релиза на сентябрь 2019 года. Альбом был выпущен одновременно с одноименным концертным фильмом 25 октября 2019 года.

## Список композиций
Информация взята из Tidal.
| №                   | Название                                                       | Автор(ы) | Продюсер(ы)                                                                   | Длительность |
| ------------------- | -------------------------------------------------------------- | --- | ----------------------------------------------------------------------------- | ------------ |
| 1.                  | «Every Hour» (featuring Sunday Service Choir)                  | Kanye West Benjamin Scholefield Federico Vindver                                                                                          | West Budgie Vindver                                                           | 1:52         |
| 2.                  | «Selah»                                                        | West Cydel Young Dexter Raymond Mills Jr. Vindver Gene Thornton Jahmal Gwin Jeffrey LaValley [c] Rennard East Terrence Thornton Evan Mast | West E*vax BoogzDaBeast [a] Vindver [a] Benny Blanco [b] Francis Starlite [b] | 2:45         |
| 3.                  | «Follow God»                                                   | West Aaron Butts Bryant Bell Calvin Eubanks [d] Curtis Eubanks [d] Gwin                                                                   | West BoogzDaBeast Xcelence                                                    | 1:45         |
| 4.                  | «Closed on Sunday»                                             | West Angel Lopez Brian Miller Chango Farías Gómez [e] Vindver G. Thornton East T. Thornton Timothy Mosley Victory Elyse Boyd              | West Lopez Brian "AllDay" Miller Vindver Timbaland                            | 2:32         |
| 5.                  | «On God»                                                       | West Young Vindver Gwin Джордан Тимоти Дженкс Michael Cerda                                                                               | West BoogzDaBeast Cerda Pi’erre Bourne [a] Vindver [b]                        | 2:16         |
| 6.                  | «Everything We Need» (featuring Ty Dolla Sign and Ant Clemons) | West Anthony Clemons Bradford Lewis Young Vindver Isaac DeBoni Gwin Michael Mulé Mike Dean Ronald Spence Jr. Tyrone William Griffin, Jr.  | West FNZ Ronny J BoogzDaBeast [a] Vindver [a] Dean [b]                        | 1:56         |
| 7.                  | «Water» (featuring Ant Clemons)                                | West Alexander Nelson Klein Lopez Clemons Bruce Haack [f] Vindver Gwin Mosley Boyd                                                        | West BoogzDaBeast Lopez [a] Vindver [a] Timbaland [a]                         | 2:48         |
| 8.                  | «God Is»                                                       | West Lopez Vindver Robert Fryson [g] Timothy Lee McKenzie Boyd Warryn Campbell                                                            | West Campbell Labrinth Lopez [a] Vindver [a]                                  | 3:23         |
| 9.                  | «Hands On» (featuring Fred Hammond)                            | West Butts Lopez Vindver Fred Hammond Mosley                                                                                              | West Lopez Vindver Timbaland                                                  | 3:23         |
| 10.                 | «Use This Gospel» (featuring Clipse and Kenny G)               | West Lopez Derek Watkins Vindver G. Thornton Gwin Jenks Kenneth Bruce Gorelick East T. Thornton Mosley                                    | West Lopez DrtWrk Vindver Timbaland BoogzDaBeast [a] Bourne [a]               | 3:34         |
| 11.                 | «Jesus Is Lord»                                                | West Lopez Miller Claude Léveillée [h] Vindver Mosley                                                                                     | West Lopez Miller Vindver Timbaland                                           | 0:49         |
| Общая длительность: | Общая длительность:                                            | Общая длительность: | Общая длительность:                                                           | 27:04        |

Notes
- ↑  сопродюсер
- ↑  дополнительный продюсер

## Чарты
| Чарт (2019)                            | Высшая позиция |
| -------------------------------------- | -------------- |
| Австралия (ARIA)                       | 1              |
| Австралия (ARIA)                       | 1              |
| Бельгия/Фландрия (Ultratop)            | 6              |
| Бельгия/Валлония (Ultratop)            | 20             |
| Канада (Canadian Albums Chart)         | 1              |
| Чехия (ČNS IFPI)                       | 5              |
| Нидерланды (Album Top 100)             | 3              |
| Финляндия (Suomen virallinen lista)    | 4              |
| Франция (SNEP)                         | 16             |
| Германия (Offizielle Top 100)          | 19             |
| Ирландия (IRMA)                        | 2              |
| Италия (FIMI)                          | 18             |
| Новая Зеландия (RMNZ)                  | 1              |
| Норвегия (VG-lista)                    | 1              |
| Шотландия (Scottish Albums Chart)      | 44             |
| Швеция (Sverigetopplistan)             | 2              |
| Великобритания (UK Albums Chart)       | 2              |
| UK Christian & Gospel Albums (OCC)     | 1              |
| Великобритания (UK R&B Albums Chart)   | 1              |
| США (Billboard 200)                    | 1              |
| США (Billboard Christian Albums)       | 1              |
| США (Billboard Soundtrack Albums)      | 1              |
| США (Billboard Top Gospel Albums)      | 1              |
| США (Billboard Top R&B/Hip-Hop Albums) | 1              |

## История релиза
| Регион  | Дата             | Формат                                      | Лейбл        | Ист.   |
| ------- | ---------------- | ------------------------------------------- | ------------ | ------ |
| Various | October 25, 2019 | Цифровая загрузка стриминг CD винил кассета | GOOD Def Jam | [ 26 ] |